# Cihat Arslan
Cihat Arslan (Balıkesir, 9 febbraio 1970) è un allenatore di calcio ed ex calciatore turco, di ruolo difensore, tecnico dello Shkupi.

## Palmarès

### Giocatore

#### Competizioni nazionali
- Campionato turco: 1

Galatasaray: 1993-1994
- TFF 1. Lig: 1

Yimpaş Yozgatspor: 1999-2000
- TFF 2. Lig: 1

Kasımpaşa: 2005-2006
- Supercoppa di Turchia: 1

Galatasaray: 1993

### Allenatore

#### Competizioni nazionali
- TFF 1. Lig: 1

İstanbul BB: 2013-2014